# 73533 Alonso
73533 Alonso è un asteroide della fascia principale. Scoperto nel 2003, presenta un'orbita caratterizzata da un semiasse maggiore pari a 2,3596382 UA e da un'eccentricità di 0,1402989, inclinata di 5,56487° rispetto all'eclittica.
L'asteroide è dedicato al pilota spagnolo di Formula 1 Fernando Alonso.